# Greta Tegnér
Greta Sylvia Tegnér, född Lundberg 2 juni 1908 på Öckerö i Göteborgs och Bohus län, död 4 maj 1987 i Oscars församling i Stockholm, var en svensk skådespelare. Hon har även filmat under namnet Greta Lundberg.
Hon var gift med Olof Tegnér (1910–1979). De är gravsatta i minneslunden på Norra begravningsplatsen utanför Stockholm.

## Filmografi (urval)
- 1932 – Muntra musikanter
- 1932 – Jag gifta mig – aldrig
- 1933 – Hemliga Svensson
- 1933 – Flickan från varuhuset
- 1933 – Hustru för en dag
- 1937 – Pensionat Paradiset
- 1940 – Vi tre
- 1941 – Livet går vidare
- 1941 – Nygifta
- 1943 – Hon trodde det var han
- 1944 – Vändkorset

## Teater

### Roller (ej komplett)
| År   | Roll         | Produktion                                                            | Regi               | Teater                        |
| ---- | ------------ | --------------------------------------------------------------------- | ------------------ | ----------------------------- |
| 1933 |              | I de bästa familjer Anita Hart och Maurice Braddell                   | Gösta Ekman        | Vasateatern                   |
| 1933 | Paula Jordan | Middag kl. 8 George S. Kaufman och Edna Ferber                        | Gösta Ekman        | Vasateatern                   |
| 1936 | Medverkande  | Härmed hava vi nöjet, revy Kar de Mumma, Karl-Ewert och Alf Henrikson | Harry Roeck-Hansen | Turné                         |
| 1936 |              | Känsliga Svensson Ernst Berge                                         | Thor Modéen        | Vanadislundens friluftsteater |
| 1937 |              | Julia ordnar allt Fred Duprez                                         | Björn Hodell       | Vanadislundens friluftsteater |